# Ammothea insularis
Ammothea insularis là một loài nhện biển trong họ Ammotheidae. Loài này thuộc chi Ammothea. Ammothea insularis được miêu tả khoa học năm 1992 bởi Child.